# کاپیتول ایالت تگزاس

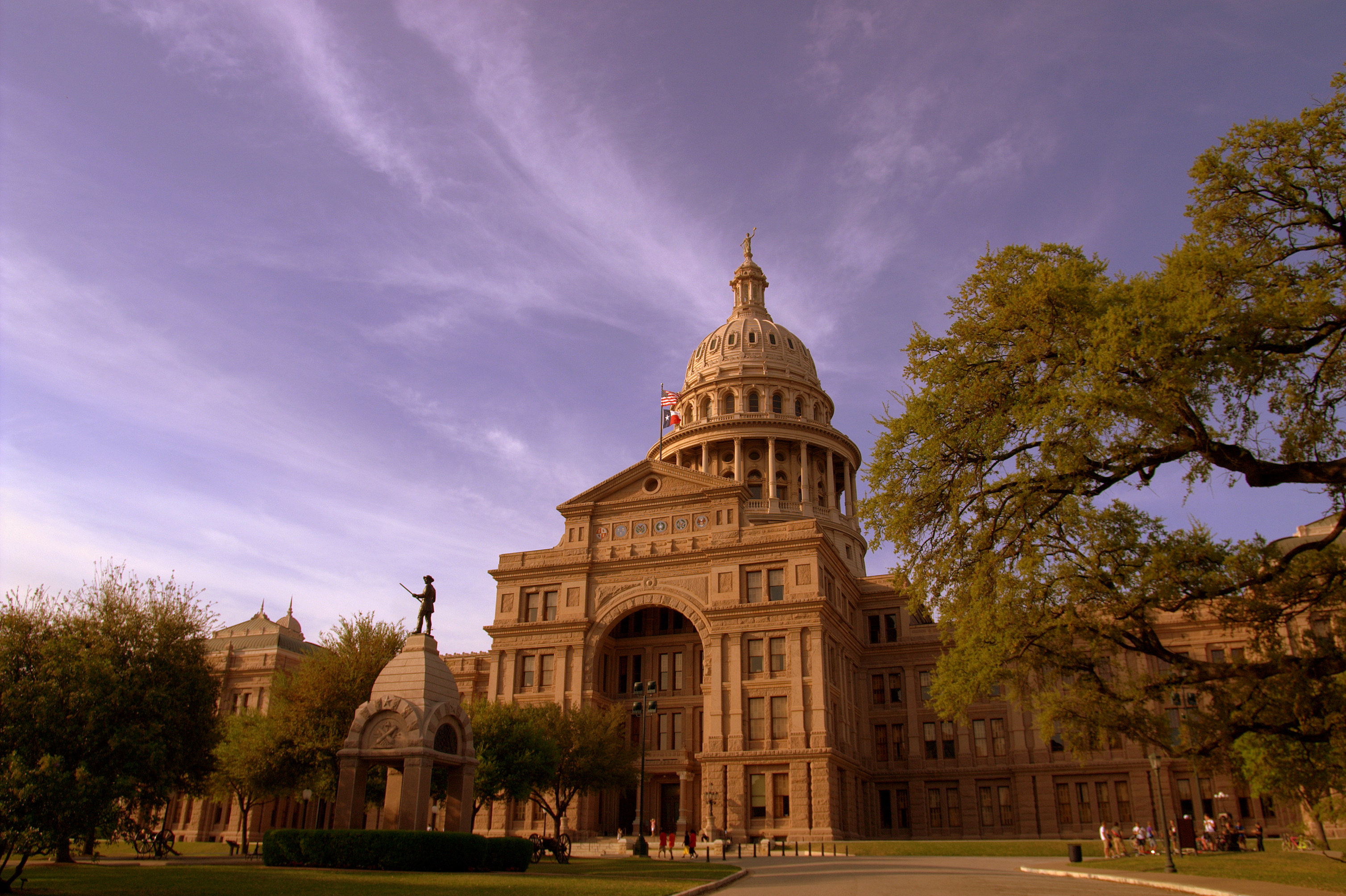

کاپیتول ایالت تگزاس (Texas State Capitol) بنایی است که شاخه مقننه دولت تگزاس در آن قرار دارد. معمار بنا الایا مایرز نام دارد.
بنای کنونی در سال ۱۸۸۲ ساخته شد، از گرانیت صورتی ساخته شده، ۷ فوت از ساختمان مشابه در واشنگتن دی سی ارتفاع بیشتر دارد، رو به شهر مکزیکو سیتی دارد (به احترام گذشتهٔ تگزاس که روزگاری متعلق به خاک مکزیک بود)، و بر روی گنبد آن تندیسی است که «بانوی آزادی» نام دارد.
تندیس در دست خود ستاره‌ای دارد، که اشاره ایست به اینکه لقب تگزاس «ایالت تک ستاره» است.
معمار بنا (که اهل میشیگان بود) در هنگام تأسیس بنا، روشنایی برقی برای تالارهای ساختمان پایتخت در نظر گرفت که در آن زمان از پیشرفتهای جدید زمان خود محسوب می‌گشت. در سال ۱۸۹۶، جایگزین کردن ژنراتورهای برقی ساختمان نزدیک به ۲ میلیون دلار خرج برداشت.
ساختمان از راه تونل به دیوان عالی ایالت و دیگر ساختمان‌های دولتی راه دارد.
دفتر فرماندار نیز در همین مکان واقع است.

## نگارخانه

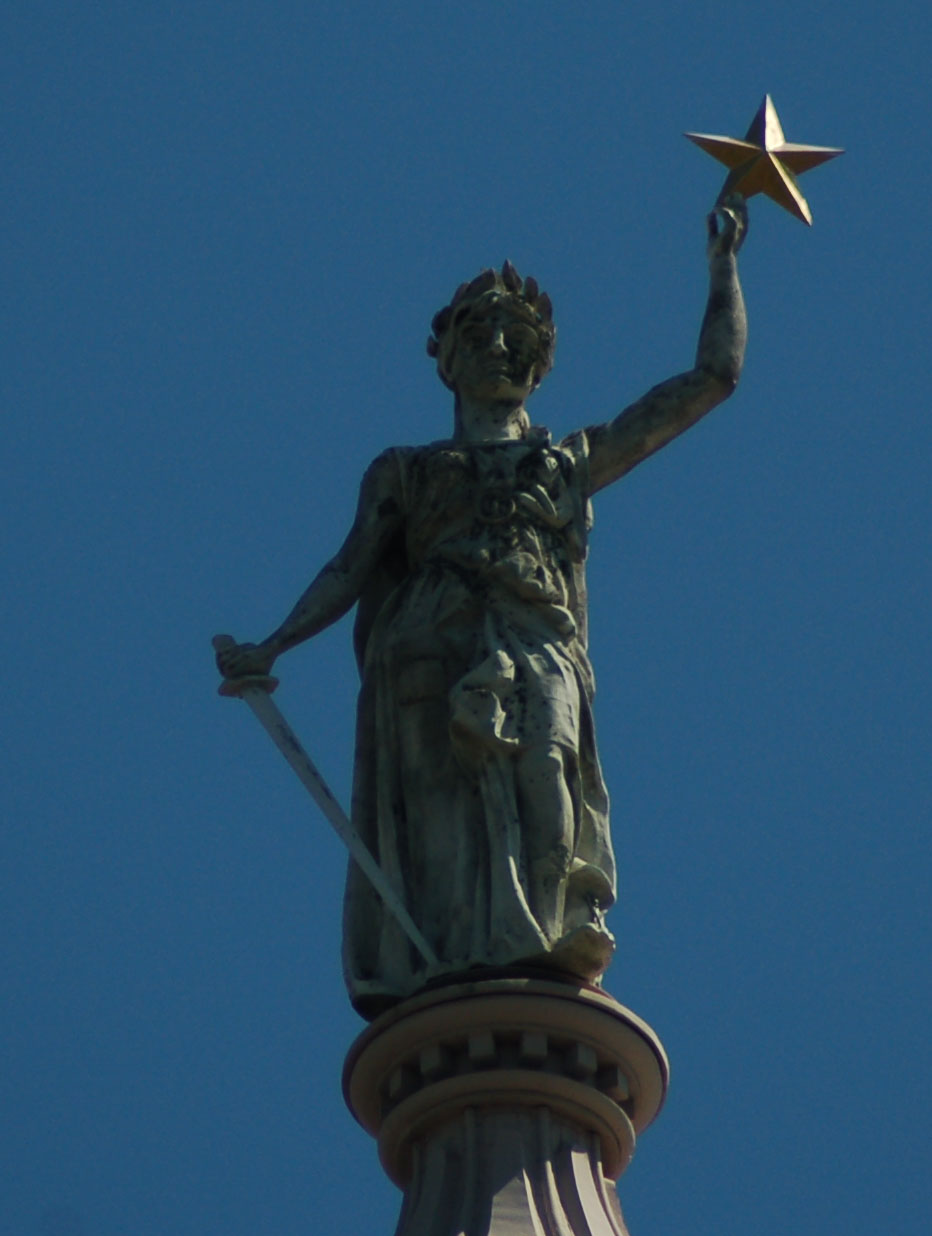
تندیس بانوی آزادی بر فراز گنبد ساختمان
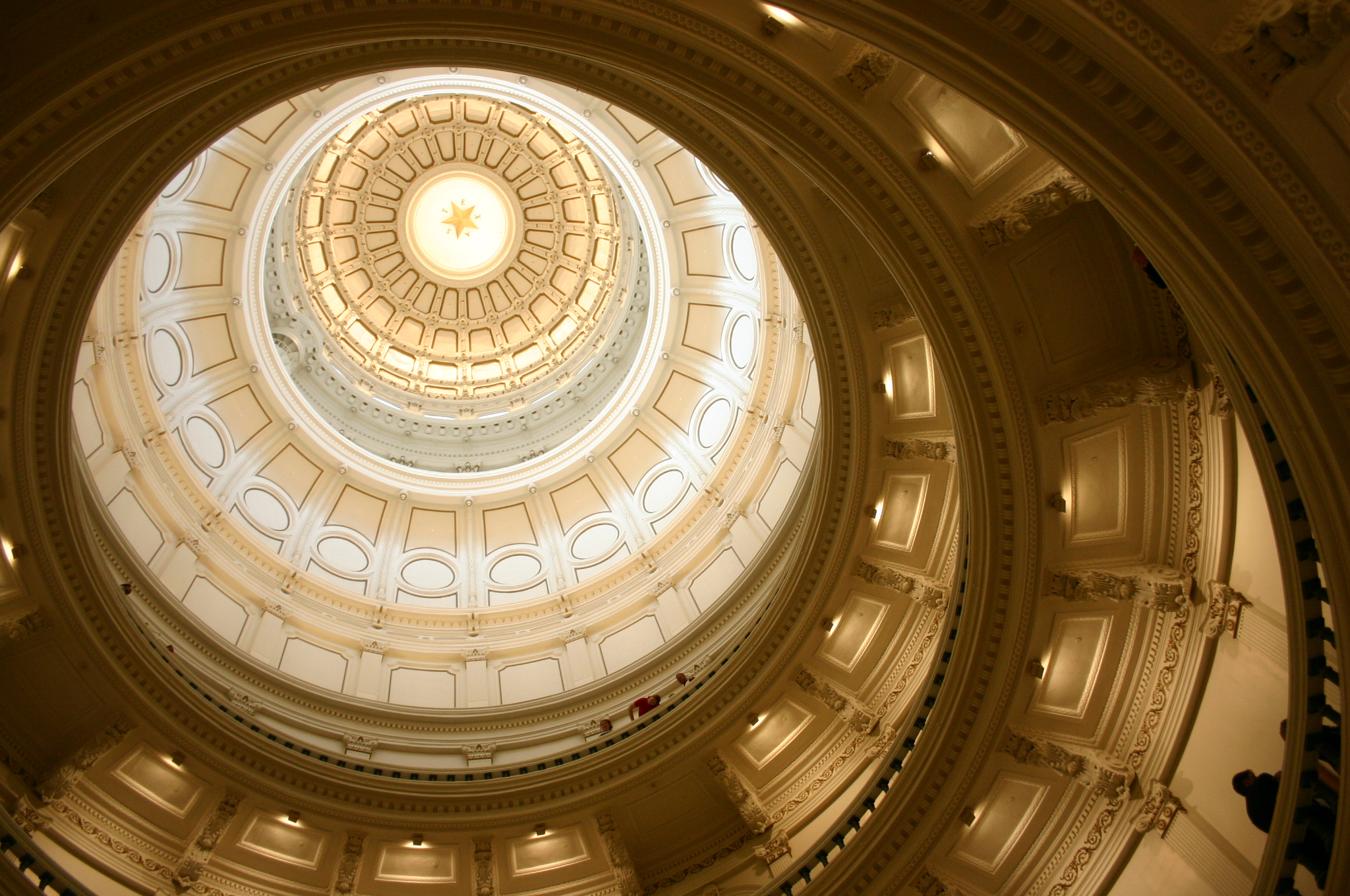
نمایی از داخل گنبد ساختمان
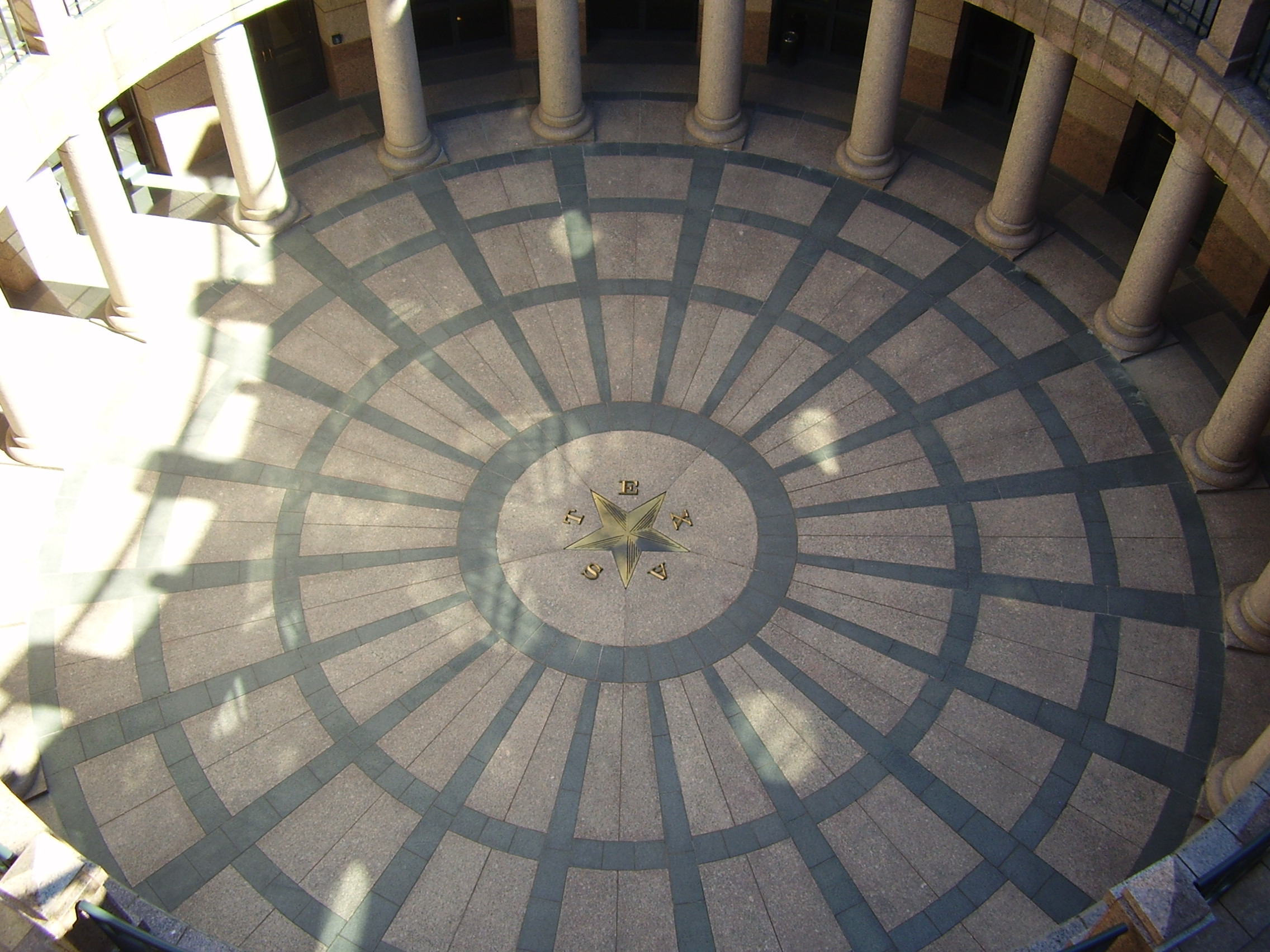
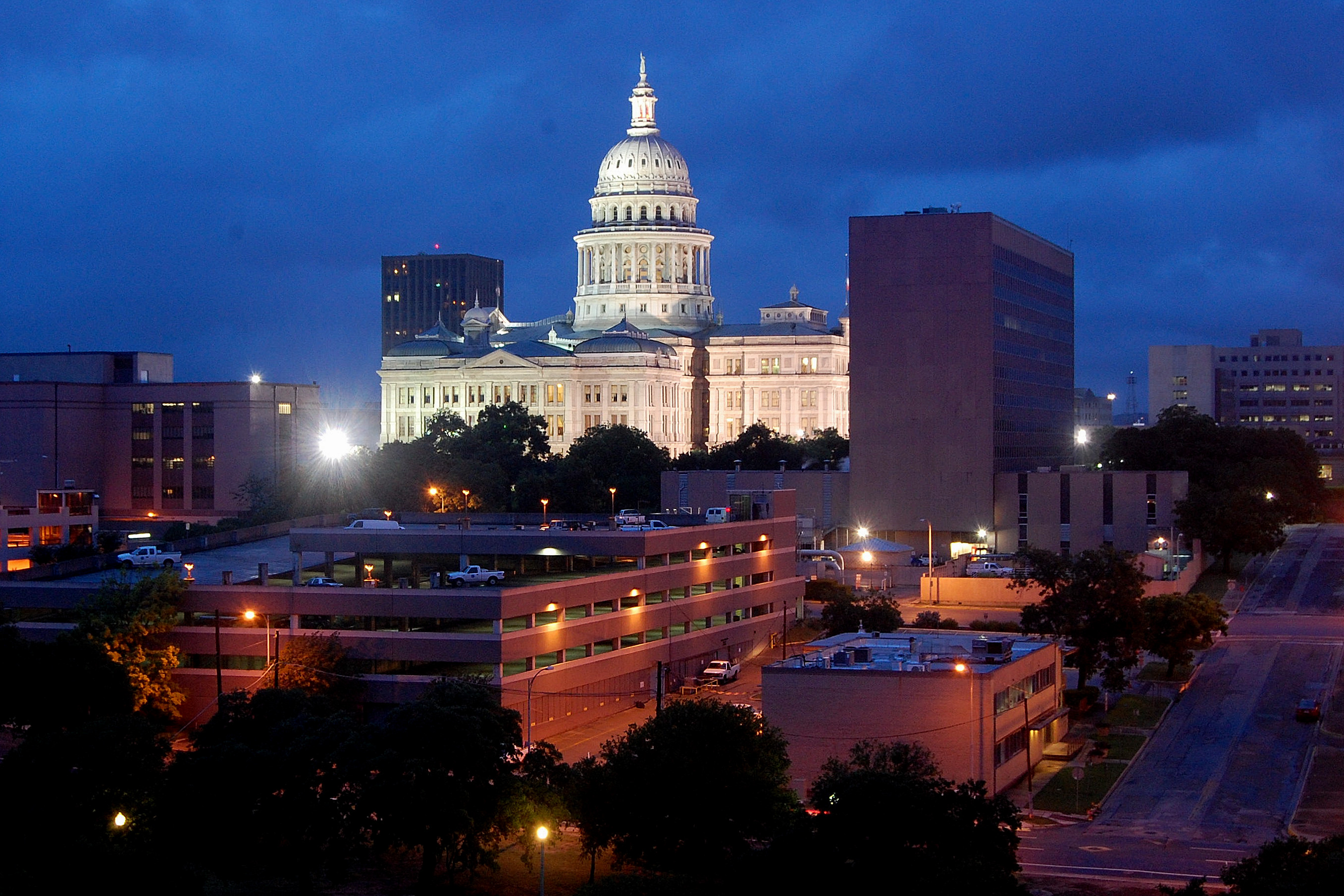
در شب
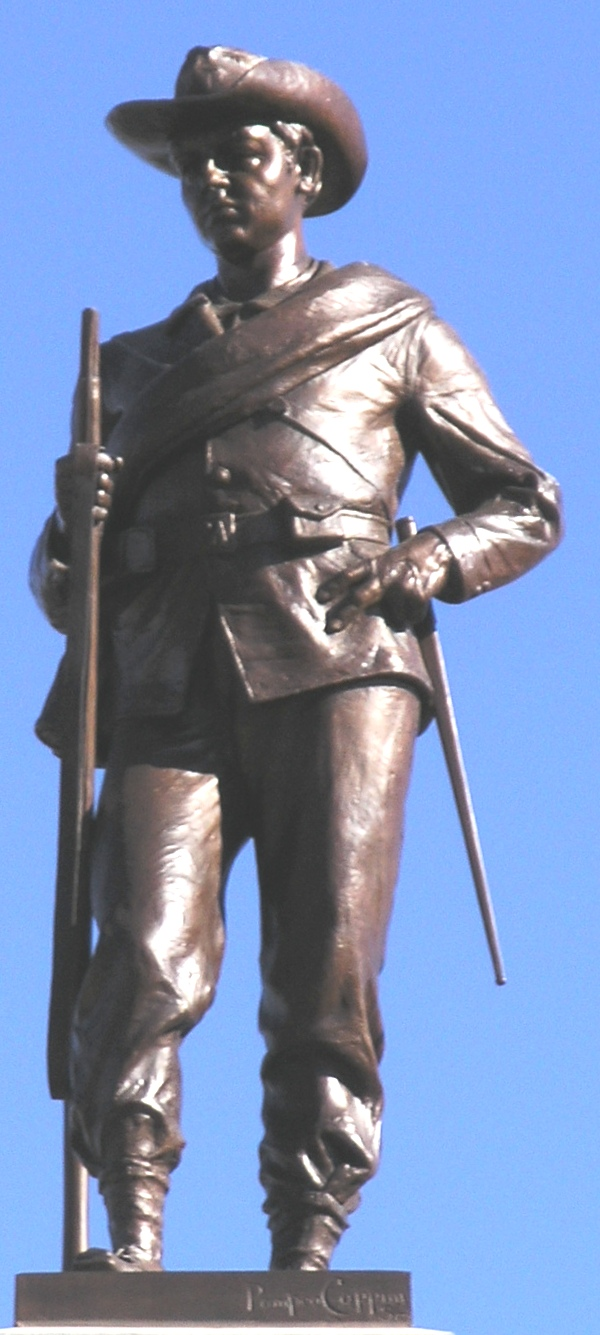
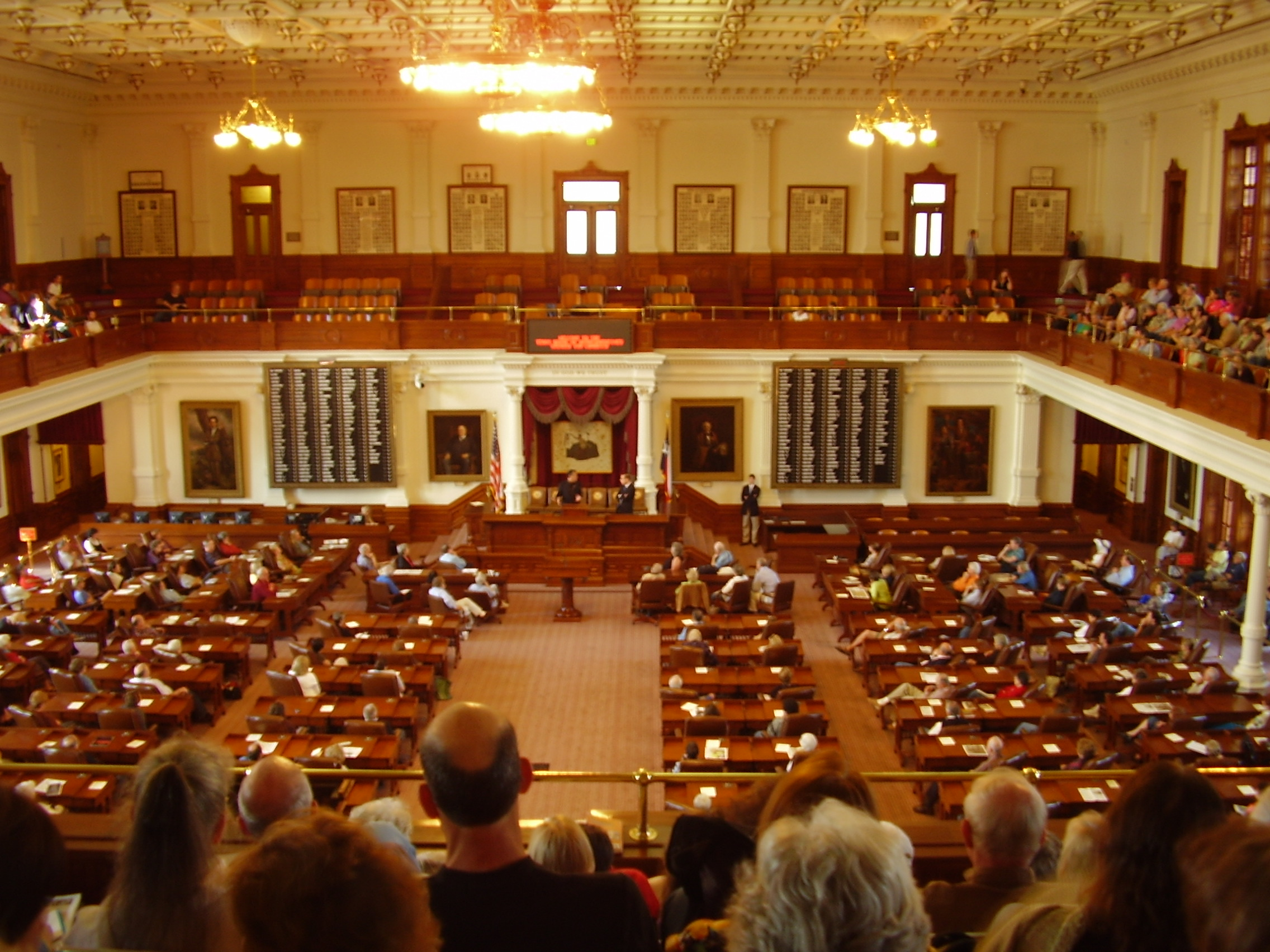
مجلس نمایندگان
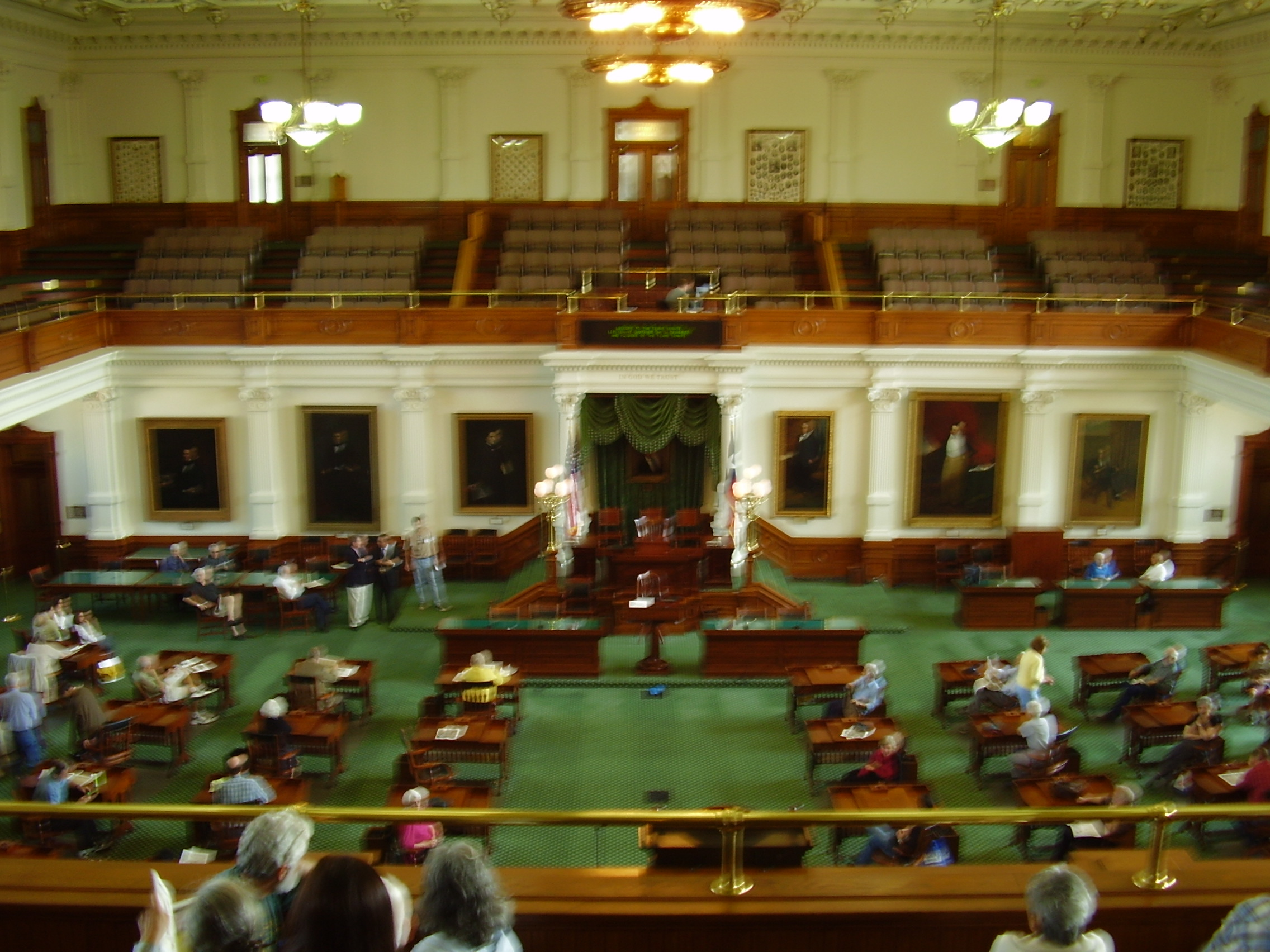
مجلس سنا
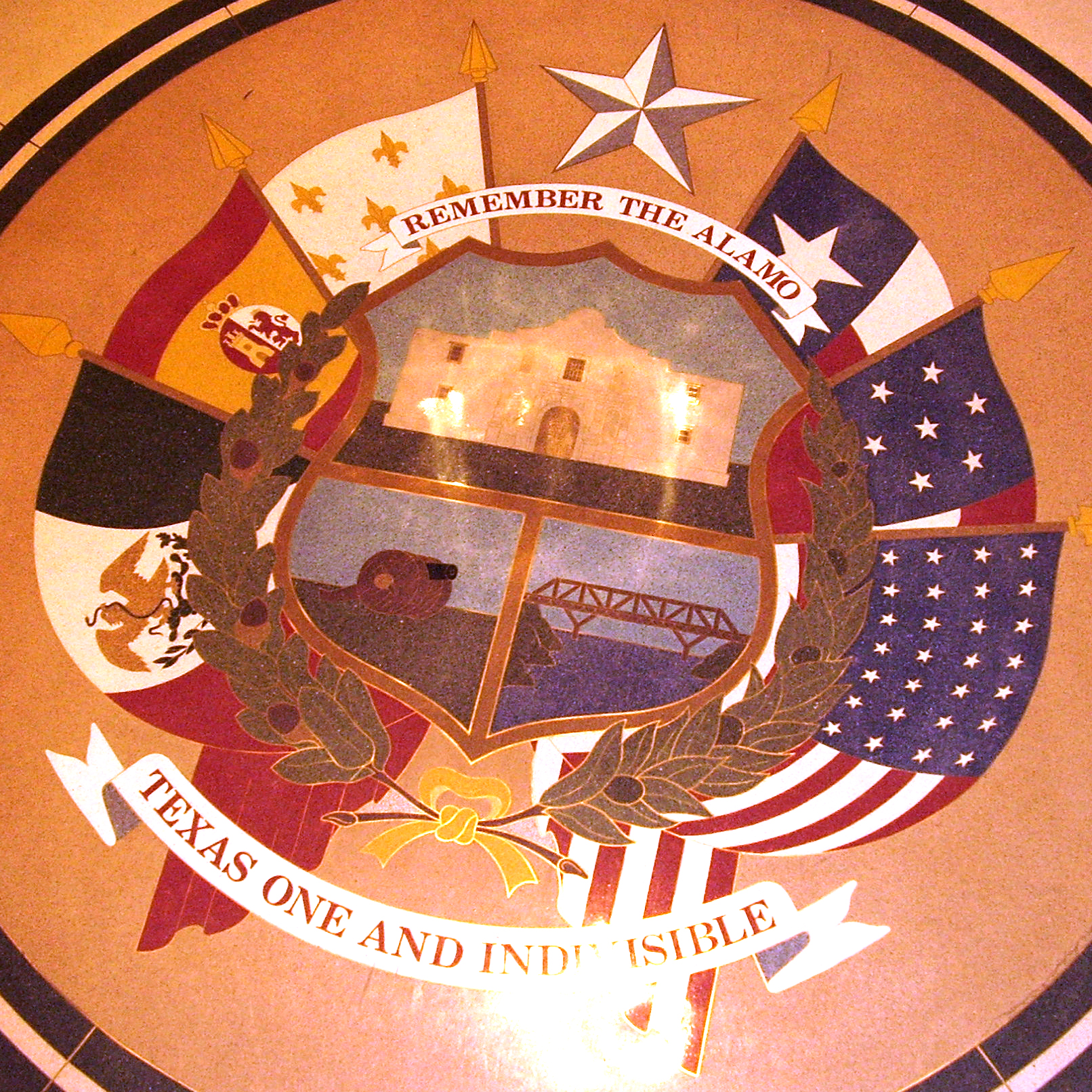
کف زمین و شش پرچم تاریخ تگزاس
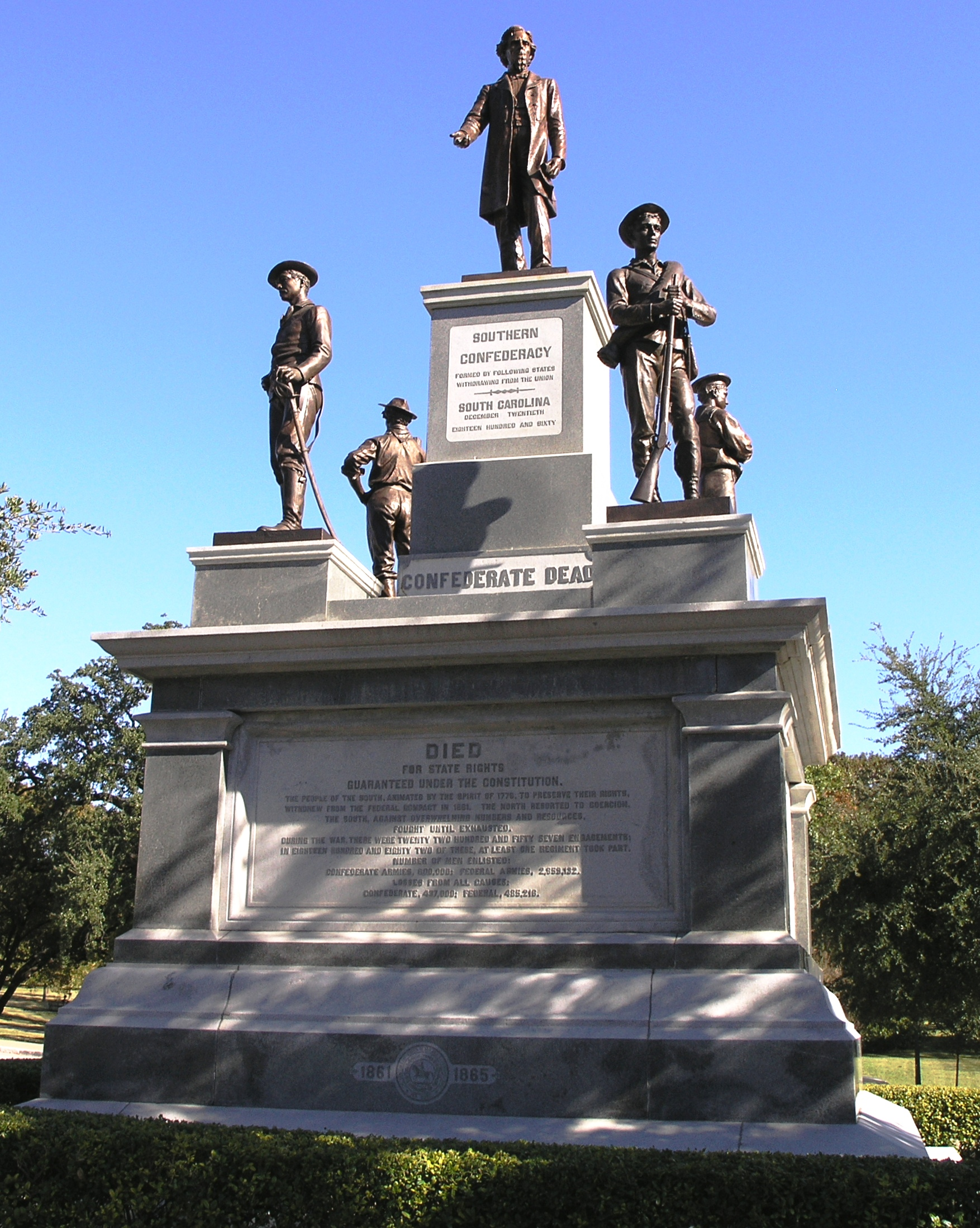
یادبود کشته شدگان جنگ داخلی آمریکا
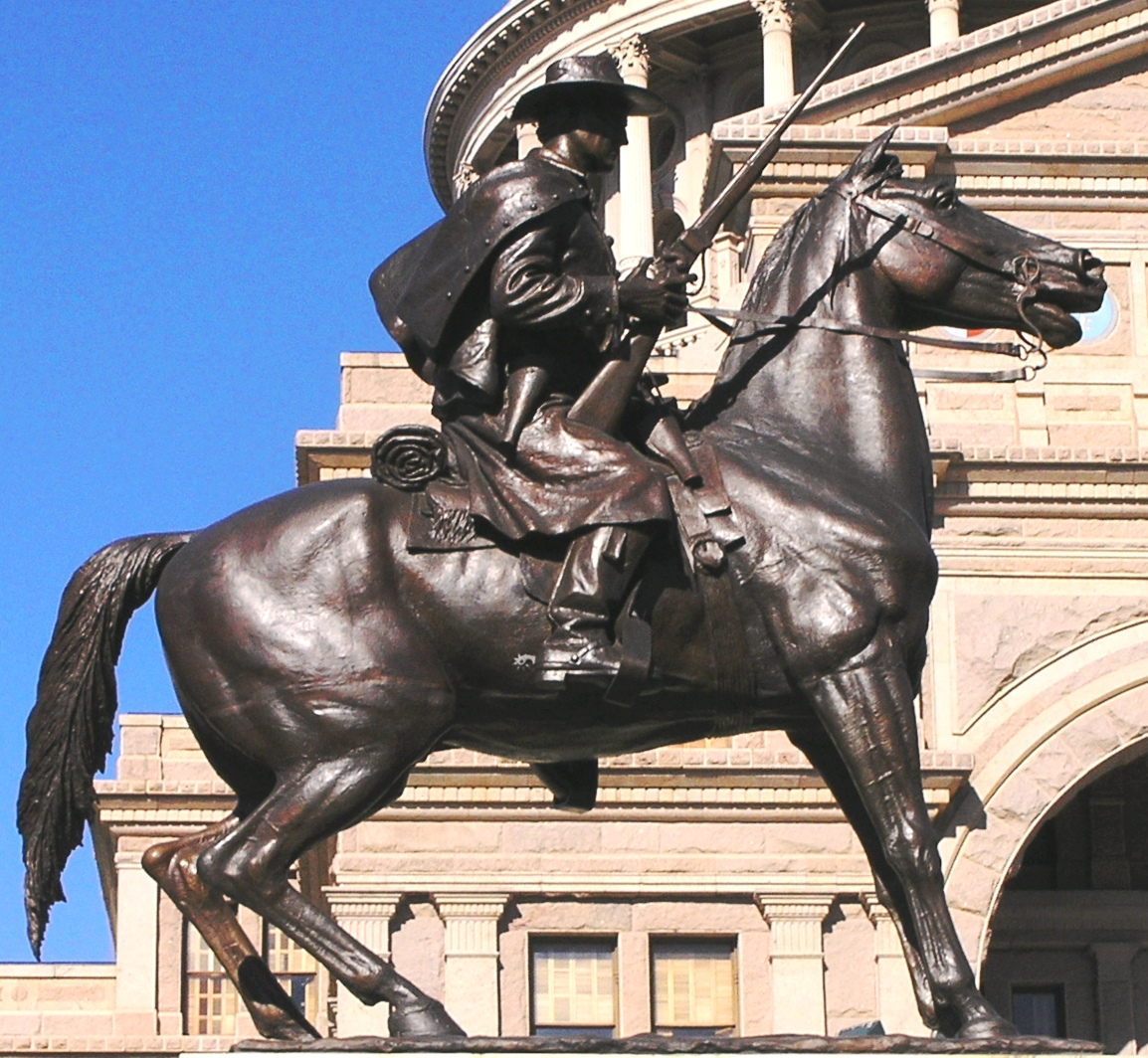
یادبود رنجرهای تگزاس